# تریگرس دل بایه
تریگرس دل بایه (به اسپانیایی: Trigueros del Valle) یک شهرستان در اسپانیا است که در استان وایادولید واقع شده‌است.